# 双林党争

马华公会

马来西亚华人公会（马华公会）自1949年成立至今，大小党争不胜枚举，其中2000年曾爆发AB队之争。
2000年爆发的党争，其导火线是1999年马来西亚大选后的内阁官职分配不均，导致马华一分为二，分别是由总会长林良实领导的A队，以及由署理总会长林亚礼为首的B队。这场党争持续了3年之久。
当时，该党两名副总会长冯镇安及黄家定被跃升为部长，分别取代林亚礼留下的人力资源部长以及总秘书陈祖排的房屋及地方政府部长职。
2003年5月23日，随着林良实和林亚礼双双退休，马华3年的党争正式结束。

## 主要人物
- 林良实，时任马华总会长
- 林亚礼（英语：Lim Ah Lek），时任马华署理总会长

## 2000年

### 4月9日公开决裂
- 4月9日：林良实与林亚礼在马华会长理事会议上，因官职分配问题产生岐见，公开决裂。
- 5月17日：首相署发表文告，宣布委任文德甲区国会议员胡亚桥为国际贸易及工业部政务次长，使马华获得分配多一个政务次长职。这一项委任也一度被认为可修补双林的关系。
- 5月22日：林良实出人意表宣布辞去交通部长职[3][4]。会长理事会一致决定挽留林良实；不过，后者表示去意已决。他在接受《星洲日报》独家专访时说，他将会推荐陈广才出任部长职，并认为一切不开心的事情都是因为缺少一个部长职所引起。同一天，首相马哈迪·莫哈末表示不接受林良实呈辞，并尝试挽留后者[5]。
- 5月23日：马华会长理事会扩大会议通过挽留林良实，要求后者打消辞意[6]。

### 陈广才不接受让位
- 5月24日：林良实会见首相马哈迪·莫哈末后宣布暂缓呈辞，休假两周后才作最后决定[7]。同一天，陈广才接受《星洲日报》访问时说，他从来不曾要求他人让位，并表示难以接受林良实以“让位给他而辞去交长”的理由[8]。
- 5月25日：林良实表示，那些认为他辞职是因其儿子林熙隆涉及的业务问题是个“邪恶”的谣言[9]。
- 6月3日：身在澳大利亚柏斯度假的林良实接受《星洲日报》的越洋电话访问时透露，他在回返马来西亚后，将在第一时间约见首相马哈迪，以告诉马哈迪他的最后决定[10]。
- 6月6日：林良实宣布留任交通部长，以尊重各方的意愿[11][12][13]。
- 6月13日：林良实说，如果总会长或署理总会长在任期届满前退位，马华有数个安排接班人的方案，包括不排除召开特大遴选接班人的可能性。
- 6月16日：林亚礼透露，在等待林良实的“讯号”，以便双方坐下来讨论解决岐见及配套问题，确保2年后的党选能够顺利进行[14][15]。
- 12月13日，《星洲日报》报道，马华最高领导层将会出现重大改组，其中包括陈广才被安排接替林亚礼，担任署理总会长。另外，黄家定被献议出任总秘书[16]。
- 12月18日：林良实否认马华有任何配套[17]。

## 2001年

### 配套谈判再陷僵局
- 2月9日：《星洲日报》报道，双林之间的“配套谈判”再次陷入僵局，原因是林良实拒绝接受对方的条件，说明卸下总会长职位的确定日期。
- 2月10日：林亚礼透露配套谈判一直都在进行中。报道指出，双林于2月8日在交通部继续双方的密谈，谈判是由植廉贵及石清霖穿针引线。
- 2月11日：蔡细历炮轰林亚礼开出要林良实列明引退日期的有条件引退计划。隔日，林亚礼否认要求林良实与他一起辞职[18][19]。
- 2月20日：植廉贵及石清霖发表联合文告，指双林对协调未来接班人问题的会商已暂时搁置。

### “鱼头”问题直接交锋
- 2月25日：双林在该党的52周年党庆上，针对“鱼头”发臭的问题直接交锋。林良实承认马华最近发生的风波与“鱼头”有关；林亚礼则承认他与林良实都是“鱼头”，但是弄臭鱼头的人肯定不是他。
- 3月30日：《星洲日报》独家报道，石清霖于3月24日在马青及马华妇女组中委的集会上揭露，某方面曾致电给植廉贵，要求联合签署一份“秘密文件”，列明林良实同意在2002年之前引退。
- 4月7日：植廉贵及石清霖证实一位元老级党员致电给植廉贵，建议他们2位见证人，在林良实不知情下，签署一份文件，列明林良实会在2002年前退位；同时，有关密谈也同意，在林亚礼退位时，双林向中委会推荐陈广才填补署理总会长职。
- 4月13日：林亚礼发表长达3页的声明，并澄清是林良实主动提出在2002年或之前引退[20][21]。
- 4月30日：马华中委会议同意，停止讨论马华接班人的配套课题，有关课题告一段落。
- 5月23日：马华会长理事会在12人赞成、3人弃权及5人缺席情况下，支持华仁控股及《星报》管理层献议收购南洋报业。

### 收购南洋事件阵线分明
- 5月30日：马华中委会在32票对8票情况下，通过委托华仁控股属下《星报》集团收购南洋报业的议决[22][23]。投反对票的领袖是林亚礼、蔡锐明、陈广才、翁诗杰、胡亚桥、黄木良、邓诗汉及陈仪乔[24]。马华A、B队也因收购事件而阵线分明，双方的权力斗争也开始明朗化。
- 6月14日：马青的A、B阵营正式摊牌。翁诗杰以马青总团长身分指示总秘书姚长禄发函通知于6月23日召开马青特大，反对收购南洋报业。不过，姚长禄质疑该指示的合法性，拒绝签发特大通知书。最后，翁诗杰自行签发特大通知信[25]。
- 6月15日：林良实宣布，马华于6月24日召开特大，以便对收购南洋报业事件，作出最后决定。这也是马华创党以来，第3次召开特大[26][27]。
- 6月16日：21名不同意召开特大的马青中委定于6月20日召开紧急中委会议，讨论翁诗杰定在23日举行的特大是否合法的问题。隔天，黄燕燕与陈仪乔对收购南洋报业事件针锋相对[28][29]。
- 6月23日：在翁诗杰召开的特大，在660名代表投票后通过吁请马华党中央放弃收购南洋报业的提案。其中631人反对收购、25人赞成、18人弃权及废票4张[30][31]。同时，特大也在一人反对下，投姚长禄不信任票。

### 马华特大通过收购南洋
- 6月24日：马华特大以1176票支持，1019票反对，即157张多数票通过批准党收购南洋报业的提案。该特大的出席率高达92.95%[32][33]。
- 6月28日：马青中委会接受马华特大收购南洋报业的议决案，而姚长禄也不必因马青特大所引发的风波辞职[34]。
- 6月29日：翁诗杰召开记者会说，代表投不信任票不等于是“罢免票”，姚长禄可以针对本身的去留作出抉择和诠释。
- 7月3日：以马青署理总团长何襄赞为首的24名中委，基于翁诗杰三番四次提到特大投姚长禄不信任票的议决案，决定指示姚长禄于12日召开马青中委会紧急会议，以商讨及确认2001年6月23日召开的马青特大的合法性[35]。
- 7月4日：翁诗杰与8名马青中委表明不出席马青中委会紧急会议，而林良实则支持召开这项会议。
- 7月7日：林良实否认指定黄家定为其接班人，并表示支持陈广才竞选署理总会长职[36]。
- 7月12日：由何襄赞主持的马青中委会紧急会议决定，623特大不合法[37]。

### 马青大会上演全武行
- 8月3日：马青第38届全国常年代表大会上演全武行，代表互掷椅子；同时也发生虚报炸弹事件[38][39]。大会通过一项临时动议，罢免姚长禄及卢诚国的总团职位[40]。林良实形容这是马华最黑暗的一天[41][42]。
- 10月2日：林良实宣布撤除蔡锐明的吉打州联委会主席职[43]，蔡细历则取代黄家定，出任柔佛州联委会署理主席职[44]。
- 10月16日：马华会长理事会同意成立一个由6名党元老，即甘文华、王成就、陈立志、刘集汉、黄昆福和黄循营组成的调查委员会，调查马青803武斗事件[45][46]。
- 12月7日：马华会长理事会以15票对5票通过接纳元老调查委员会的调查报告，并宣布623特大不合法及803大会议案无效。马华元老调查委员会报告书认为，马青803武斗事件的发生是翁诗杰及大会议长林鸿昌所预先策划的，并建议训斥翁诗杰、林鸿昌及姚长禄3人。
- 12月8日：马青两派在沙登马华区会会所召开中委会紧急会议，双方对卢诚国的党职问题争吵不休，闹得不欢而散。翁诗杰宣布会议展期。警方也派员到会场驻守[47]。

### 冻结马青总团活动
- 12月20日：马华中委会议宣布冻结马青总团的所有活动和会议，并委任一个以前全国组织秘书长黄循营为主席的3人特别委员会处理马青一切事务。其它2名成员是傅润添及韩春锦[48][49][50]。
- 12月23日：林亚礼说，林良实在明年党选中必受挑战。

## 2002年（党选年）
- 1月2日：首相马哈迪·莫哈末劝告马华不同派系的领袖暂时搁置他们的歧见和纠纷，集中力量于英特拉加央补选。马华A、B队领袖在之前已与马哈迪会面。
- 1月28日：马华A、B队领袖先后会晤马哈迪，汇报两队持续的纠纷和恩怨。
- 1月29日：林良实表示，为了确保党选具透明度及公平，决定所有支会将展示党员名册为期21天[51][52]。
- 1月31日：马哈迪考虑以国阵主席身份，介入马华内部纠纷的建议[53][54]。

### B队指马华出现幽灵党员
- 2月2日：林良实建议对外公布2001年加入马华的13万8000名新党员的名单[55]。之后，B队坚持马华出现幽灵党员。
- 2月27日：林良实指出，副首相阿都拉·巴达威表明不会插手马华党选。
- 3月13日：首相马哈迪·莫哈末说，马华A、B队先后向他汇报和互相指责对方的不是，他得到的印象是双方都有错。
- 3月25日：总秘书陈祖排宣布，马华在副首相的要求下，将存录新党员名册的3个光碟交由国民登记局审核后，证明名册没有问题，只有905名党员的身份证号码有误。同时，没有发现有非华裔成为党员。
- 3月27日：陈祖排宣布，受到争议的261个新支会的选举将按照原定日期进行[56]。
- 3月28日：马哈迪认为，马华261个新支会是否可举行选举视党章而定，而不是受到政府和法庭的干预[57]。
- 3月29日：韩春锦、卢诚国及吴绍阀揭露，B队支持者酝酿针对马华党员名册事件召开特大。
- 3月30日：林良实说不阻止B队召开特大，只要一切按章行事，凑足人数。

### 支会改选B队领袖被拉下马
- 4月1日：在马华支会改选，一些B队州级领袖被拉下马，使A队在基层改选中暂居上风。
- 4月2日：《星洲日报》报导，在马华B队策划召开特大之际，A队支持者也展开一项签名运动，反对特大召开。 B队要求召开的特大是质疑13万5000名新党员、否决马华通过委任3人特委会接管马青总团，及建议成立一个以前署理总会长李金狮（英语：Lee Kim Sai）为首的“9人审核与党选委员会”。
- 4月3日：林良实表示无法认同B队的目的，拒绝主动召开特大。
- 4月5日：马华B队提呈由810名中央代表签名召开特大的书面要求[58]，不过，A队却收集到1526名中央代表的签名反对召开特大。
- 4月9日：总秘书陈祖排宣布，由邓诗汉、李志亮及廖中莱所要求召开的特大，不符合党章第30.3条款及第168条款，而不获准召开。同时，发现在810名中央代表的联名申请书中，有1人重复签名、3人非中央代表及49人宣誓退出[59]。
- 4月10日：马华B队宣布援引党章第31条款，自行于21日召开特大[60]。
- 4月12日：首相马哈迪·莫哈末表示将在近日内召见双林，以解决两者之间的问题[61]。

### 马哈迪召见双林
- 4月13日：首相马哈迪·莫哈末召见双林[62]，并提出“和平方案”[63]。
- 4月14日：马哈迪说，他已与马华两派领袖达致共识，即日起不可对马华纷争发表任何言论[64][65]。林良实透露，他很有可能与林亚礼针对首相提出的“和平方案”举行会谈。
- 4月19日：马华A、B队经过数日来的封口与谈判后，林亚礼宣布取消4月21日的特大[66][67]；同时，区会、州级及中央选举也宣告展延。另一方面，陈祖排宣布，马华各级党选如期举行。
- 4月21日：林良实表明，A队并没有签名同意和平解决方案协议书，只有B队单方面签署[68][69]。 B队坚持不提名参选[70]。
- 4月22日：林良实宣布，为了党的团结和稳定，马华区会3机构的改选和代表大会将暂时展延[71]。

### 区州及中央领袖保留原职
- 4月23日：马华中委会一致同意，马华各级选举照常举行；不过，各级领袖、从区会、州级至中央领袖都保留原职至2005年[72]。
- 5月2日：马华中委会同意各级选举只有一张提名名单，若出现空缺则会通过协商和讨论方式填补[73]。
- 5月13日：总秘书陈祖排宣布，挑战原任者职位的党员的提名资格无效[74]。
- 5月25日：首相马哈迪·莫哈末说，他从来没有发表过任何要林良实辞职的谈话，并指造谣者或有不良意图[75]。
- 5月26日：马哈迪表示对双林提呈辞职备忘录一事毫不知情[76]。
- 5月28日：林良实否认曾签署任何辞职备忘录，以便在全国大选举行的至少3个月前辞职。
- 6月16日：林亚礼首次公开承认曾签署一份“和平协议”，但该份协议内容与目前所落实的“和平方案”有多处不同的地方[77]。

### 马青设联合总秘书
- 6月24日：马华中委会允许2002至2005年度马青中委会设立“联合总秘书”[78]。
- 7月1日：马华会长理事会决定还政予马青，即时解散接管马青总团的3人特委会。
- 8月29日：马华中委会同意委任以5名元老组成的纪律委员会，主席是甘文华，4名成员是黄昆福、王成就、陈立志及黄循营。同时，6州联委会主席职易人，而林良实也卸下雪兰莪及柔佛州主席职，分别由黄家定及蔡细历取代。林亚礼不满中委会撤除其纪委会主席职[79]。
- 9月3日：首相马哈迪·莫哈末说，林亚礼不适合担任马华纪委会主席，因为他是涉及争执的一方[80]。

### 林武灿陈清凉党籍被冻结
- 12月16日：马华会长理事会在16人同意、1人弃权及4人缺席下决定，无限期冻结在槟州议会投弃权票的柑仔园区州议员林武灿及爪夷区州议员陈清凉的党籍[81][82]。

## 2003年
- 1月7日：林良实宣布，他已于2002年8月15日向首相马哈迪·莫哈末提呈一封未注明日期的辞职信，只要首相点头，他随时辞去交通部长职[83]。
- 1月8日：林良实说，他将会继续担任总会长直到下届党选[84]。
- 3月2日：总秘书陈祖排说，最近马华党内出现前所未有的现象，各形式宴会、赠送礼物、多日旅游等，凡此种种是否涉及金钱政治，见仁见智。林良实表示对金钱政治似乎有所听闻[85][86]。

### 翁诗杰指马华存有“黑金政治”
- 3月9日：翁诗杰指马华的“黑金政治”是实际存在的，一些马华领袖与黑社会有挂钩，一些甚至有黑社会背景。
- 3月10日：林良实要翁诗杰指名道姓那些涉及“黑金政治”的马华领袖[87]。翁诗杰表示基于人身安全，拒绝公布名单[88]。
- 3月12日：马华妇女组认为翁诗杰的言论有损党誉，促请后者辞职[89]。
- 3月13日：翁诗杰以3大理由表明不辞马青总团长职[90]。
- 3月16日：代首相阿都拉·巴达威指他不认识翁诗杰提呈给他的2名涉及黑金政治的党员名字[91]。
- 3月18日：马华会长理事会以15票赞成对5票反对，通过把翁诗杰交给党纪律委员会展开调查，并提出翁诗杰3大罪状[92]。

### 林良实卸任
- 3月29日：林良实宣布不会在2005年党选中寻求蝉联总会长职[93]。
- 5月22日：林良实表示去意坚决，不改变辞去总会长的决定[94]。林亚礼也决定退出[95]。双林的离开象征3年党争的结束[96]。